# 篁碧畲族乡
篁碧畲族乡是中华人民共和国江西省上饶市铅山县下辖的一个民族乡。

## 行政区划
篁碧畲族乡下辖以下村级行政区划单位：
篁碧畲族村、中村、东山村和大岩村。